# Біртін (Біхор)
Біртін (рум. Birtin) — село у повіті Біхор в Румунії. Входить до складу комуни Ваду-Крішулуй.
Село розташоване на відстані 398 км на північний захід від Бухареста, 44 км на схід від Ораді, 87 км на захід від Клуж-Напоки.

## Населення
За даними перепису населення 2002 року у селі проживали 407 осіб, з них 404 особи (99,3%) румунів. Рідною мовою 404 особи (99,3%) назвали румунську.